# Poznań Challenger 1995
Il Poznań Challenger 1995 è stato un torneo di tennis facente parte della categoria ATP Challenger Series nell'ambito dell'ATP Challenger Series 1995. Il torneo si è giocato a Poznań in Polonia dal 24 al 30 luglio 1995 su campi in terra rossa.

## Vincitori

### Singolare
Jordi Arrese ha battuto in finale  Tomás Carbonell con il punteggio di 6–4, 6–2

### Doppio
Bill Behrens /  Matt Lucena hanno battuto in finale  Jeff Belloli /  Jack Waite con il punteggio di 7–5, 6–1